# LaTele (Paraguay)
Pour les articles homonymes, voir LaTélé.
La Tele (stylisée comme latele) est une chaîne de télévision paraguayenne ouverte affiliée à la programmation Telemundo et Univision qui diffuse depuis Asunción. Il appartient au Grupo Multimedios Vierci. Il est membre de Organisation des Télécommunications Ibéro-Américaines (OTI) et membre associé de l'Union européenne de radiodiffusion (UER), ainsi qu'il est affilié à la Chambre des radiodiffuseurs de télévision du Paraguay (Catelpar) avec d'autres chaînes de télévision ouvertes. tant au niveau national qu'au niveau régional.

## Histoire
Plusieurs années avant de commencer sa transmission, à Asunción et dans les villes proches du Río Paraguay, le canal a été perturbé par le canal 11 Lapacho de Formosa (Argentine), qui pouvait être vu de manière très floue, surtout l'après-midi et la nuit. Depuis juin 2008, il commence sa transmission provisoire, avec des programmes d'origine internationale, des documentaires et des vidéoclips anciens avec le logo HATV (Hispanoamérica Televisión). Le 20 septembre 2008, en dessous de sa programmation, il était possible de voir un "rideau" montrant le compte à rebours à minuit le 21. Il a commencé ses émissions le 21 septembre 2008.
Sa programmation est basée sur des séries et des feuilletons diffusés auparavant par sa chaîne sœur Telefuturo, qui ont connu du succès en plus des premières actuelles, des films, des séries, des dessins animés ainsi que des programmes de divertissement nationaux et internationaux.
Elle est actuellement affiliée à la programmation du réseau hispanique Telemundo.
En décembre 2018, Latele a lancé son signal en haute définition (HD) exclusivement pour le fournisseur de télévision par abonnement Tigo Star, sur le canal 611.
Le 16 juin 2019 à 07h10 (UTC-3) lors de la diffusion de l'émission Tradición y Cultura, Latele a coupé son signal dans les départements de Ñeembucú et Misiones en raison de la coupure de courant qui venait notamment de toute la République Argentine. Le 2 juin 2020, latele a changé son format d'image de 4: 3 à 16: 9.

## Télénovelas

### Actuels
- Aventuras en el tiempo (Televisa 2004)
- Isa TKM (Nickelodeon 2008)
- Al fondo no hay sitio (América Televisión)
- La Traicionera (RCN Televisión 2010)
- Amorcito corazón (Televisa 2011 - 2012)

### Précédents
- En nombre del amor (Televisa 2008 - 2009)
- Rebelde (Televisa 2004 - 2006)
- Verano de amor (Televisa 2009)
- Camaleones (Televisa 2009 - 2010)
- Cuidado con el ángel (Televisa 2008 - 2009)
- Triunfo del amor (Televisa 2010 - 2011)
- Dos hogares (Televisa 2011)
- Teresa (Televisa 2010 - 2011)
- Doña Bárbara (Telemundo 2008)
- Pasión de gavilanes (Telemundo 2003-2022)

## Annonceurs
- Elioth Leguizamón (2016-présent)
- Ricardo Farrera (2008-2016)